# Pardonne-nous nos dettes
Pour plus de détails, voir Fiche technique et Distribution.
Pardonne-nous nos dettes (Rimetti a noi i nostri debiti) est un film italien réalisé par Antonio Morabito, sorti en 2018.

## Synopsis
Un chômeur endetté commence à travailler comme collecteur de dettes.

## Fiche technique
- Titre : Pardonne-nous nos dettes
- Titre original : Rimetti a noi i nostri debiti
- Réalisation : Antonio Morabito
- Scénario : Antonio Morabito et Amedeo Pagani
- Photographie : Duccio Cimatti
- Montage : Francesca Bracci
- Production : Marco Belardi, Alessandro Leone, Amedeo Pagani et Elena Pedrazzoli
- Société de production : La Luna, Lotus Production, Peacock Film, Ska-Ndal, Agresywna Banda, Rai Cinema, RSI-Radiotelevisione Svizzera, Digitalb, RTSH-Televizioni Shqiptar
- Société de distribution : Netflix (États-Unis)
- Pays :  Italie,  Suisse,  Albanie et  Pologne
- Genre : Drame
- Durée : 104 minutes
- Dates de sortie : 4 mai 2018 (Netflix)

## Distribution
- Claudio Santamaria : Guido
- Marco Giallini : Franco
- Jerzy Stuhr : le professeur
- Flonja Kodheli : Rina
- Agnieszka Żulewska : Dorota